# Money in the Bank (2021)
Cet article concerne l'édition 2021 du pay-per-view Money in the Bank. Pour toutes les autres éditions, voir WWE Money in the Bank.
Pour les articles homonymes, voir Money in the Bank.
Money in the Bank est une manifestation de catch (lutte professionnelle) produite par la World Wrestling Entertainment (WWE), une fédération de catch américaine, qui est télédiffusée, visible en paiement à la séance, sur le WWE Network. L'événement s'est déroulé le 18 juillet 2021. Il s'agit de la douzième édition de Money in the Bank.

## Contexte
Les spectacles de la World Wrestling Entertainment (WWE) sont constitués de matchs aux résultats prédéterminés par les scénaristes de la WWE. Ces rencontres sont justifiées par des storylines – une rivalité entre catcheurs, la plupart du temps – ou par des qualifications survenues dans les shows de la WWE telles que Raw et SmackDown. Tous les catcheurs possèdent un gimmick, c'est-à-dire qu'ils incarnent un personnage gentil (Face) ou méchant (Heel), qui évolue au fil des rencontres. Un événement comme Money in the Bank est donc un événement tournant pour les différentes storylines en cours,.

### Match Annulé
À Hell in a Cell, Bianca Belair a battu Bayley dans un Hell in a Cell match pour conserver le championnat féminin de SmackDown. Lors de l'épisode suivant de SmackDown, les deux ont été impliqués dans un match par équipe mixte dans lequel Bayley a effectué le tombé sur Belair. La semaine suivante, Bayley a affirmé que la victoire de Belair dans Hell in a Cell était un coup de chance, citant sa propre victoire sur Belair dans le match par équipe mixte. Belair est ensuite sorti et a défié Bayley à un match "I Quit" avec le titre en jeu à Money in the Bank et Bayley a accepté. Le 9 juillet, cependant, la WWE a annoncé que Bayley avait subi une blessure légitime lors d'un entraînement qui la mettrait à l'écart jusqu'à neuf mois; cela a été suivi d'une annonce qu'un remplaçant pour Bayley serait révélé sur SmackDown de cette nuit,. Carmella a été révélée comme remplaçante et le match a été remplacé par un match de simple régulier qui au eu lieu à la place lors de l'épisode de SmackDown du 16 juillet, où Belair a conservé son titre.

## Tableau des matchs
| Ordre par numéros | Résultat                                                                                             | Stipulation(s)                                                              | Temps |
| --- | --- | --------------------------------------------------------------------------- | ----- |
| 1P | The Usos (Jimmy et Jey Uso) battent Los Mysterios (Rey Mysterio et Dominik Mysterio) (c)             | Tag Team match pour les WWE SmackDown Tag Team Championship                 | 11:25 |
| 2 | Nikki A.S.H bat Asuka, Naomi, Alexa Bliss,Liv Morgan, Zelina Vega, Natalya et Tamina                 | Women's Money in the Bank Ladder Match pour un match de championnat féminin | 15:45 |
| 3 | AJ Styles et Omos (c) battent The Viking Raiders (Erik et Ivar)                                      | Tag Team match pour les WWE Raw Tag Team Championship                       | 12:55 |
| 4 | Bobby Lashley (c) (avec MVP) bat Kofi Kingston (avec Xavier Woods)                                   | Match simple pour le WWE Championship                                       | 7:35  |
| 5 | Charlotte Flair bat Rhea Ripley (c) par soumission                                                   | Match simple pour le WWE Raw Women's Championship                           | 16:50 |
| 6 | Big E bat Ricochet, John Morrison, Riddle, Drew McIntyre, Kevin Owens, King Nakamura et Seth Rollins | Men's Money in the Bank Ladder Match pour un match de championnat masculin  | 17:40 |
| 7 | Roman Reigns (c) (avec Paul Heyman) bat Edge                                                         | Match simple pour le WWE Universal Championship                             | 33:08 |
| La lettre C placée entre parenthèses désigne la personne ou l’équipe championne en titre. P – indique que le match a eu lieu lors du pré-show | |                                                                             |       |